# 見附市
見附市（日语：／ Mitsuke shi */?）為位于日本新潟縣中部地區的城市。據說「見附」之名的由來是「泡在水中的土地」，取和的開頭組成。1954年3月31日施行市制。

## 外部連結
- 見附市 （页面存档备份，存于）